# Eleição geral em Santa Lúcia em 2011
A  eleição geral  foi realizada em Santa Lúcia no dia 28 de novembro de 2011. O resultado foi uma vitória para o Partido Trabalhista , que ganhou onze das dezessete cadeiras.
Em 30 de novembro de 2011 O chefe do Partido Trabalhista de Sainta Lucia Kenneth Anthony foi empossado como primeiro-ministro.

## Resultados
Sumário das eleições do dia 28 de novembro de 2011
| Partdos                                 | Votos  | %      | +/–   | Acentos | +/– |
| --------------------------------------- | ------ | ------ | ----- | ------- | --- |
| Partido Trabalhista (PT)                | 42,456 | 50.99  | +2.7% | 11      | +5  |
| Partido dos Estados Trabalhadores (UWP) | 39,100 | 46.96  | –4.3% | 6       | –5  |
| Independente                            | 1,338  | 1.61   | +1.3% | 0       | —   |
| Movimento Democrático Nacional (MDN)    | 200    | 0.24   | —     | 0       | —   |
| Lucian Movimento Popular (LMP)          | 143    | 0.17   | —     | 0       | —   |
| Lucian Greens (LG)                      | 23     | 0.03   | —     | 0       | —   |
| Votos Válidos' (turnout 56.14%)         | 83,260 | 100.00 |       | 17      |     |
| Fonte: Caribbean Elections              |        |        |       |         |     |